# ایزیدور سویل
ایزیدور سویل ([Isidorus Hispalensis] Error: {{Lang}}: متن دارای نشانه‌گذاری ایتالیک است (راهنما)؛ زاده ۰۵۶۰ درگذشته ۴ آوریل ۰۶۳۶) یک قدیس مسیحی و فیلسوف اهل اسپانیا بود که در دوره خود یکی از بزرگترین دائرةالمعارف‌نویسان مشهور بود. وی فرزند یک خانواده ممتاز کاتولیک مذهب اسپانیایی - رومی بوده‌است. در سال ۶۰۰ وقتی ویزیگوت‌ها از آریانیسم دست کشیدند و به مذهب کاتولیک گرویدند، ایزیدور اسقف اعظم شهر سویل شد. معاصرانش وی را بزرگ‌ترین عالم زمانه خود می‌دانستند. کتاب‌های او در فهم ریشه‌های زبانی Etymologiae بر این اعتقاد استوار است که اسماء رمز ذات اشیاء را دربردارند و برای درک صحیح کتاب مقدس تعلیم و آموزش‌های دنیوی ضرورتی اجتناب‌ناپذیر است. این کتب بنیان مساعی او را که درصدد بود تمام دانش بشری را در یک مجموعه بگنجاند، تشکیل می‌دهد. آثار ایزیدور برای مردمان قرون وسطی و فرزندانشان به نوعی انجیل ثانی به‌شمار می‌رفت، آنچه که تمام علوم دنیوی و غیرآسمانی را در خود نهفته داشت.